# أندريا إرميا
أندريا إرميا (بالهندية: एंड्रिया अरमा) ولدت في 21 ديسمبر عام 1985، هي ممثلة ومغنية وراقصة (هندية). تعمل بشكل رئيسي في أفلام التاميل والماليالامية والتيلغو. بدأت حياتها المهنية كمغنية، ومعظم أفلامها باللغة التاميلية.

## حياتها المبكرة
ولدت لعائلة تعود أصولها للروم الكاثوليك في تاميل نادو، والدها محامٍ في المحكمة العليا في شناي. لديها أخ صغير يعيش في بلجيكا، كانت مهتمة بأن تصبح طبيبة نفسية ، تعلمت العزف على البيانو الكلاسيكي عندما كانت في الثامنة من عمرها وفي سن العاشرة أصبحت جزءًا من فرقة جاكسون وكانت فنانة مسرح في الكلية وظهرت في العديد من المسرحيات. و قد رفضت كل العروض المقدمة لها للتمثيل عندما كانت في الجامعة.

## حياتها المهنية

### التمثيل
عندما قدمت إحدى أغانيها في كل أنحاء الهند طلب منها أن تقوم بدور قيادي في أحد أفلام جيريش غارنارد كما قام أسطورة السينما الهندية كمال حسن لتؤدي دور البطولة معه في فيلم فيشوبرام برفقة المخرج سيخار كابور وهي ستقوم ببطولة الجزء الثاني لذات الفيلم كذلك وقدمت مع كمال حسن أيضا فيلم اوتما فيلان وظهرت ببطولة ثانوية مع أسطورة أفلام جنوب الهند تريشا كريشنان في فيلم اندرايندروم بوناجي.

### الغناء
تركز دائمًا على الغناء فهي تعتبرها مهنتها المفضلة حيث كانت تريد أن تصبح مغنية محترفة منذ صغرها وفي 2005 قامت بالغناء في أفلام روائية وترشحت عدة مرات لفيلم فير الجنوب وفيجاي.

### التأليف
بصرف النظر عن الغناء تحت إشراف ملحنين آخرين، تنتج أندريا أيضًا موسيقاها الخاصة. قامت بتأليف وكتابة وغناء أغنية "The Soul of Taramani" كعرض ترويجي لدراما الرومانسية التاميلية Taramani الخاصة بها. قامت بتأليف العديد من الموضوعات الموسيقية والأغاني والألبومات.

## حياتها الشخصية
ارتبط اسمها بالممثل سوندر رومو في أوائل العام 2012 كما أكدت أنها على علاقة بأحد الملحنين لأغانيها وهناك شائعات تقول إنها على علاقة بفهد فيصل لكنها نفت تلك الشائعات وكما أنها رفضت العمل مع الممثل منذ تلك الإشاعة.

## الجوائز والترشيحات

### فيجاي
- أفضل مخرج موسيقي صاعد2010
- رشحت أفضل ممثلة صاعدة 2007
- رشحت أفضل ممثلة مساعدة 2013
- رشحت أفضل مغنية 2010
- رشحت أفضل مغنية الجماهير2010

### جوائز اديسون
- رشحت أفضل مغنية 2012

### فيلم فير الجنوب
- رشحت أفضل مغنية تاميل2010-2012
- رشحت أفضل ممثلة مساعدة تاميل2010

## روابط خارجية
- أندريا إرميا على موقع IMDb (الإنجليزية)
- أندريا إرميا على موقع ألو سيني (الفرنسية)
- أندريا إرميا على موقع ألو سيني (الفرنسية)
- أندريا إرميا على موقع ميوزك برينز (الإنجليزية)
- أندريا إرميا على موقع قاعدة بيانات الفيلم (الإنجليزية)
- أندريا إرميا على موقع كينوبويسك (الروسية)